# Licence to Kill
Licence To Kill er en britisk actionfilm fra 1989. Filmen er den 16. i EON Productions serie om den hemmelige agent James Bond, der blev skabt af Ian Fleming. Filmen er den første i serien, der ikke har sin titel fra en af Flemings historier. Der er dog hentet elementer fra romanen Live and Let Die og fra novellen The Hildebrand Rarity fra For Your Eyes Only.
Filmmanuskriptet dannede basis for romanen Licence to Kill (007 – med ret til at dræbe), der blev skrevet af den daværende James Bond-forfatter John Gardner som dennes niende Bond-bog. Bogen følger filmen nogenlunde, idet enkelte scener dog kun er refererede, og et par andre er tilføjede.

## Plot
James Bonds gode ven Felix Leiter skal giftes, men på vej til kirken når de lige at fange narkobaronen Franz Sanchez. Men Sanchez slipper fri, og på selve bryllupsnatten får han Leiters brud myrdet og Leiter selv hårdt kvæstet. Men Sanchez har gjort regning uden Bond, der nu tager ud på et personligt hævntogt. Bonds chef M inddrager som konsekvens hans ret til at dræbe i tjenesten, men Bond stikker af for at fortsætte hævntogtet.

## Crew
- Producent: Albert R. Broccoli og Michael G. Wilson
- Manuskript: Richard Maibaum og Michael G. Wilson
- Instruktør: John Glen

## Medvirkende
- Timothy Dalton – James Bond
- Carey Lowell – Pam Bouvier
- Robert Davi – Franz Sanchez
- Talisa Soto – Lupe Lamora
- Anthony Zerbe – Milton Krest
- Frank McRae – Sharkey
- Everett McGill – Ed Killifer
- Benicio Del Toro – Dario
- David Hedison – Felix Leiter
- Pedro Armendariz Jr. – President Hector Lopez
- Robert Brown – M
- Desmond Llewelyn – Q
- Caroline Bliss – Miss Moneypenny

For første gang brugte man den samme skuespiller til rollen som Felix Leiter mere end en gang. David Hedison var første gang med i Live and Let Die – 16 år og 8 film tidligere.
Pedro Armendariz Jr. er søn af Pedro Armendariz Sr., der spillede Kerim Bey i From Russia With Love.